# Whiten c. Pilot Insurance Co.
Whiten c. Pilot Insurance Co. est un arrêt de principe de la Cour suprême du Canada concernant l'octroi de dommages-intérêts punitifs.

## Les faits
L'affaire concernait la conduite abusive d'une compagnie d'assurances dans le traitement de la réclamation des assurés (Whiten) à la suite d'un incendie.

## Jugement de la Cour suprême
Le pourvoi de Whiten est accueilli.

## Motifs du jugement
L'opinion de la Cour a été rédigée par le juge Binnie; le juge Lebel était dissident.

### Opinion de la Cour (Binnie)
La Cour suprême a souligné l'obligation contractuelle d'un assureur de traiter de bonne foi avec les assurés, dont la violation rendrait l'assureur responsable de dommages-intérêts punitifs. Écrivant au nom de la majorité, le juge Binnie a conclu que la compagnie d'assurances défenderesse avait manqué à son obligation contractuelle en raison de son traitement autoritaire et répréhensible des assurés demandeurs. Le juge Binnie a également rétabli l'octroi sans précédent d'un million de dollars par le  jury, que la majorité de la Cour d'appel de l'Ontario avait réduit à 100 000 $.
Le juge Binnie a accepté la norme d'imposition de dommages-intérêts punitifs énoncée dans l'arrêt Hill c. Église de scientologie de Toronto : « On peut accorder des dommages‑intérêts punitifs lorsque la mauvaise conduite du défendeur est si malveillante, opprimante et abusive qu'elle choque le sens de dignité de la cour. »...", Binnie a énoncé les principes suivants pour guider les juges du procès dans leurs exposés aux jurés :

« (1) Les dommages-intérêts punitifs sont vraiment l’exception et non la règle.  (2) Ils sont accordés seulement si le défendeur a eu une conduite malveillante, arbitraire ou extrêmement répréhensible, qui déroge nettement aux normes ordinaires de bonne conduite.  (3) Lorsqu’ils sont accordés, leur quantum doit être raisonnablement proportionné, eu égard à des facteurs comme le préjudice causé, la gravité de la  conduite répréhensible, la vulnérabilité relative du demandeur et les avantages ou bénéfices tirés par le défendeur, (4) ainsi qu’aux autres amendes ou sanctions infligées à ce dernier par suite de la conduite répréhensible en cause.  (5) En règle générale, des dommages-intérêts punitifs sont accordés seulement lorsque la conduite répréhensible resterait autrement impunie ou lorsque les autres sanctions ne permettent pas ou ne permettraient probablement pas de réaliser les objectifs de châtiment, dissuasion et dénonciation.  (6) L’objectif de ces dommages-intérêts n’est pas d’indemniser le demandeur, mais (7) de punir le défendeur comme il le mérite (châtiment), de le décourager — lui et autrui — d’agir ainsi à l’avenir (dissuasion) et d’exprimer la condamnation de l’ensemble de la collectivité à l’égard des événements (dénonciation). (8) Ils sont accordés seulement lorsque les dommages‑intérêts compensatoires, qui ont dans une certaine mesure un caractère punitif, ne permettent pas de réaliser ces objectifs.  (9) Leur quantum ne doit pas dépasser la somme nécessaire pour réaliser rationnellement leur objectif.  (10) Bien que l’État soit généralement le bénéficiaire des amendes ou sanctions infligées pour cause de conduite répréhensible, les dommages-intérêts punitifs constituent pour le demandeur un « profit inattendu » qui s’ajoute aux dommages-intérêts compensatoires.  (11) Dans notre système de justice, les juges et les jurys estiment que des dommages‑intérêts punitifs modérés sont généralement suffisants, puisqu’ils entraînent inévitablement une stigmatisation sociale. »

### Jugement dissident (Lebel)
Dans un jugement dissident, le juge LeBel a accepté le bien-fondé de l'octroi de dommages-intérêts punitifs, mais il a critiqué l'ampleur de l'indemnité en l'espèce et il fut sceptique quant à l'objectif de dissuasion de cette réparation par rapport aux faits en cause : il n'y a aucune preuve d'un comportement autoritaire endémique, que ce soit de la part de l'assureur défendeur envers ses titulaires de police ou dans l'industrie canadienne de l'assurance en général. En tout état de cause, a-t-il estimé, des mécanismes réglementaires et pénaux seraient plus appropriés pour toute préoccupation à l'échelle de l'industrie, que des dommages-intérêts moins prévisibles.
Le juge LeBel est généralement d'accord avec la description que les juges majoritaires ont fait des principes régissant les dommages-intérêts punitifs et, en particulier, l'importance de la raisonnabilité et de la proportionnalité dans l'élaboration d'une telle indemnité. Cependant, il pense que la décision initiale du jury dans cette affaire a échoué au critère de raisonnabilité  en raison de son seul objectif de punir la mauvaise foi de l'assureur. Il a également échoué au critère de proportionnalité en raison de l'écart entre le montant de l'indemnité et la perte subie par les demandeurs. La réduction de l'indemnité par la Cour d'appel, selon le juge Lebel, satisfaisait à ces deux critères, « sanctionne de façon non négligeable la mauvaise foi de Pilot sans compromettre le juste équilibre entre les fonctions compensatoire et punitive du droit de la responsabilité civile délictuelle ». Cette indemnité était suffisante et « compatible avec la nature et l’objet de cette sanction en droit de la responsabilité civile délictuelle ». Le montant accordé par les juges majoritaires, en revanche, est inapproprié dans le contexte du droit de la responsabilité délictuelle : 

« Le droit de la responsabilité civile délictuelle remplit diverses fonctions.  Bien que la dissuasion et la dénonciation jouent encore un rôle dans cette branche du droit, la fonction principale du droit de la responsabilité civile délictuelle, depuis qu’il s’est détaché du droit pénal au Moyen‑Âge, a été l’indemnisation ou la réparation [...] L’objet de cette partie de notre système juridique demeure l’indemnisation des pertes subies et rien d’autre [...] En l’espèce, la somme accordée au titre des dommages-intérêts déroge considérablement à ce principe.  Elle tend à bouleverser le droit de la responsabilité civile délictuelle. Elle fait d’un point qui aurait dû demeurer un aspect incident d’une affaire contractuelle la question centrale du litige.  La punition, et non plus l’indemnisation, devient l’objet principal de l’action. »

## Importance de la décision
Le juge Binnie a souligné que cette décision parmi toutes ses décisions de la Cour suprême lui donnait une « satisfaction particulière » :

« Il y avait un avocat qui, je pense, devait avoir agi à titre bénévole, qui a porté cette cause jusqu'à la Cour suprême. Il avait rendu un jury tellement furieux contre la compagnie d'assurance qu'ils ont accordé un million de dollars de dommages-intérêts punitifs. Finalement, nous avons confirmé le montant octroyé et il m'a semblé qu'à échelle humaine, une injustice massive avait été corrigée et un message très fort envoyé à l'industrie de l'assurance. Parfois, vous sentez que vous avez vraiment fait une différence. »